# Gare de Torokko Saga
À ne pas confondre avec la gare de Saga-Arashiyama et la gare de Saga.
La gare de Torokko Saga (トロッコ嵯峨駅, Torokko Saga-eki) est une gare ferroviaire située dans l'arrondissement d'Ukyō de la ville de Kyoto au Japon, située sur le chemin de fer touristique Sagano Scenic Railway. Le point de départ du chemin de fer touristique, elle est adossée à la gare de Saga-Arashiyama, sur la ligne Sagano exploitée par JR West.

## Situation ferroviaire
La gare de Torokko Saga est située au point kilométrique (PK) 0,0 de la ligne Sagano Scenic Railway. Elle se trouve dans le quartier Saga (ja) Tenryūji Kurumamichi-chō (嵯峨天龍寺車道町) de l'arrondissement d'Ukyō, à Kyoto.

## Histoire

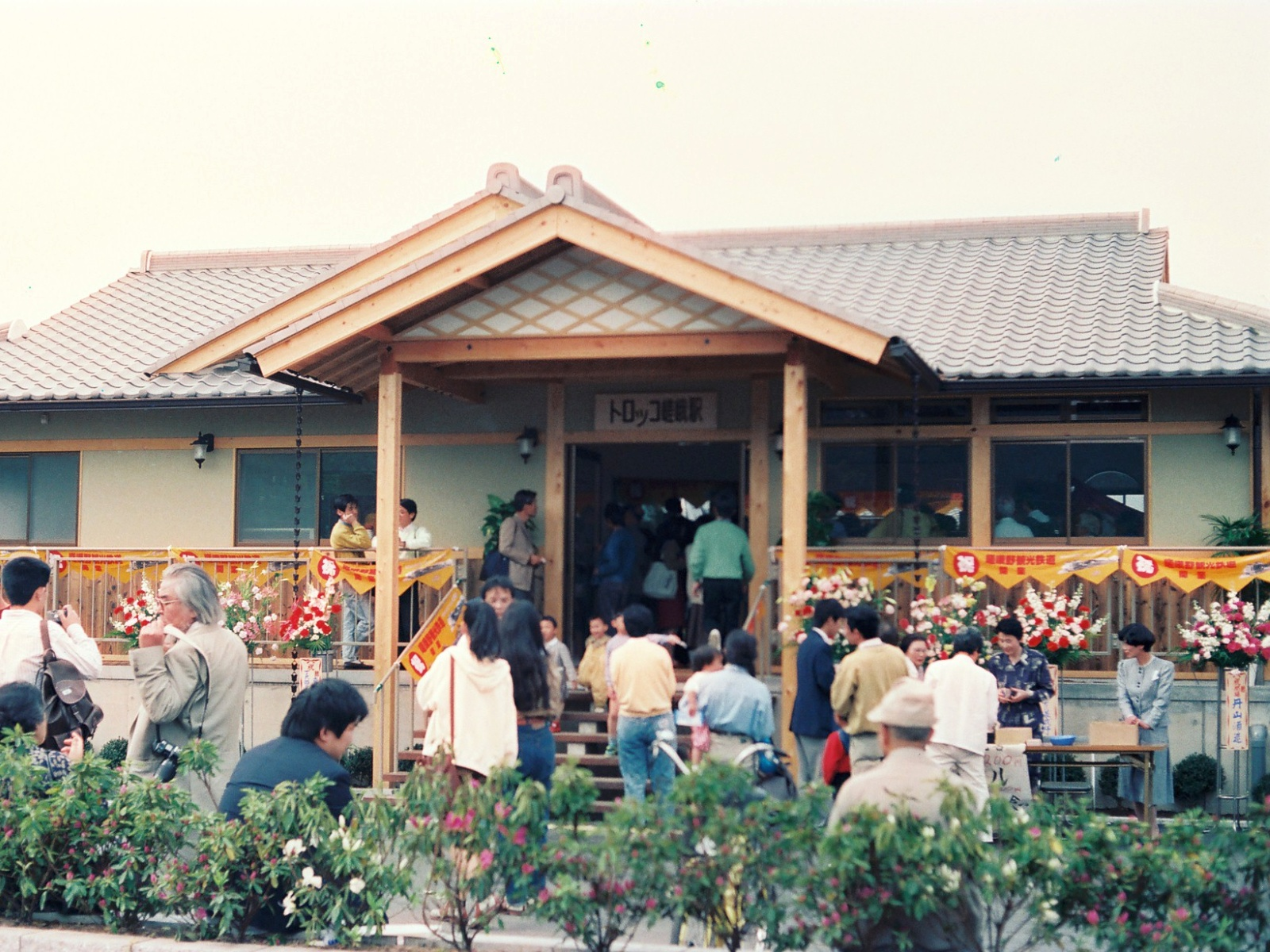
Bâtiment voyageurs originel le jour de l'inauguration de la gare en 1991.

La gare de Torokko Saga est ouverte en même temps que l'entièreté de la ligne Sagano Scenic Railway le 27 avril 1991. Le 27 avril 1997, six ans après l'ouverture de la gare, le nouveau bâtiment voyageurs est inauguré. Une salle d'exposition abritant trois locomotives, appelée « Hall XIXe siècle » (19世紀ホール), est inaugurée devant la gare de Torokko Saga le 28 avril 2003. Le 1er mars 2011, l'exposition « Diorama Kyoto Japan » ouvre dans la gare. Le 29 décembre 2019, la locomotive JNR classe D51 devant le « Hall XIXe siècle » est démantelée dû à son état déterioré.

## Service des voyageurs

### Accueil

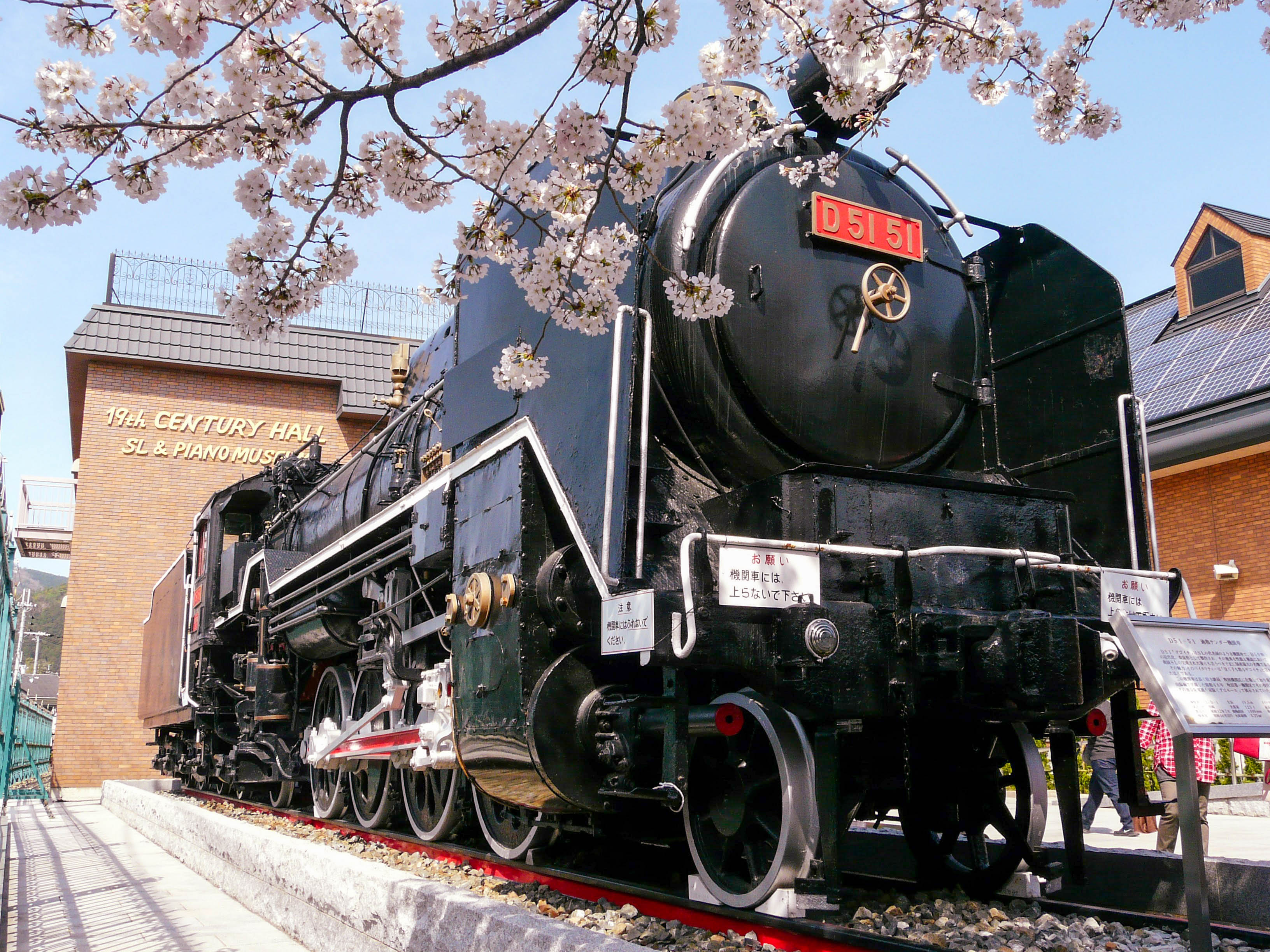
Locomotive JNR classe D51 en exposition devant le « Hall XIXe siècle ».

La gare dispose d'un bâtiment voyageurs construit au niveau du sol au sud de l'unique voie et du quai. Le bâtiment voyageurs actuel a été inauguré en commémoration du sixième anniversaire de la gare et avait coûté 300 millions de yen. Il s'agit d'un bâtiment à deux étages en ossature d'acier avec un extérieur en briques. Quatre fois plus grand que l'ancien bâtiment voyageurs, il renferme aussi un grand chandelier de 3 mètres de diamètre. On trouve devant le bâtiment voyageurs une consigne automatique, un kiosque d'information et un guichet automatique, en plus de rampes accessibles permettant de se rendre dans le bâtiment. Dans le bâtiment, on trouve une billetterie, des toilettes, incluant des toilettes accessibles, une aire de restauration et un défibrillateur entre autres,.
Attenant au bâtiment voyageurs se trouve le « Hall XIXe siècle », un bâtiment abritant des artéfacts reliés au XIXe siècle, dont quatre locomotives et des orgues et des pianos. L'entrée est gratuite et les heures d'ouverture sont les mêmes que celles de la gare,. Dans le bâtiment voyageurs se trouve aussi la salle « Diorama Kyoto Japan », renfermant le plus grand diorama ferroviaire du Japon,.
Même si elle est entièrement séparée de la gare de Saga-Arashiyama, la gare de Torokko Saga partage les voies de la gare de Saga-Arashiyama et logistiquement, son unique voie est considérée comme la cinquième voie de la gare de Saga-Arashiyama.

### Gares adjacentes
Elle est première gare de la ligne Sagano Scenic Railway.
| «                  |  | Service               |  | »        |
| ------------------ |  | --------------------- |  | -------- |
| Torokko Arashiyama |  | Sagano Scenic Railway |  | terminus |

### Intermodalité
La gare se trouve juste à côté de la gare de Saga-Arashiyama sur la ligne Sagano de JR West, et à environ cinq minutes de marche de la station Randen-Saga (ja) du tramway de Kyoto exploité par la Keifuku Electric Railway.
Depuis le 28 mars 2009, l'arrêt d'autobus le plus proche est l'arrêt « Gare de Saga-Arashiyama » (嵯峨嵐山駅前), ouvert sur Marutamachi-dōri au nord de la gare entre les arrêts déjà existants « Collège de Saga » (嵯峨中学前) et « Saga Setogawa-chō » (嵯峨瀬戸川町). L'arrêt est desservi à la fois par les lignes 11, 85, 91 et 93 du réseau d'autobus de Kyoto (ja) et les lignes 81 et Circulaire Marutamachi de la société privée Kyoto Bus (ja),.

## Dans les environs
La gare se trouve dans le secteur Sagano de Kyoto. Plusieurs temples bouddhistes et sanctuaires shinto sont proches, incluant le Daikaku-ji, le Tenryū-ji, le Hōgon-in (ja), un sous-temple du Tenryū-ji et le Seiryō-ji. Le musée d'art Fukuda (ja), le musée d'art et de culture de Saga Arashiyama (ja) et le pont Togetsukyō (ja) se trouvent aussi tout près.